# Syslog
Syslog представлява стандарт за предаване на логови съобщения по IP мрежа. Терминът се използва както за софтуерната библиотека и приложението, които изпращат съобщенията така и за самия протокол.
Протоколът syslog е клиент-сървър тип. Syslog клиентът изпраща малки текстови съобщения/пакети (по-малки от 1024 байта) към syslog сървъра. Той се нарича най-често syslogd, syslog daemon или syslog server. Пакетите могат да се изпращат по UDP и/или TCP. Често данните се предават в чист текст, но има възможност да се предават криптирани с помощта на програми като Stunnel, sslio или sslwrap.